# Milnesium
Milnesium és un gènere de tardígrads. Són ben comuns. Hom els pot trobar en una gran varietat d'hàbitats arreu del planeta. Té un registre fòssil que s’estén fins al Cretaci, l'espècie més antiga trobada fins ara (M. swolenskyi) es coneix a partir de jaciments turonians a la costa est dels Estats Units.

## Dieta
En un estudi amb mostra de 4000 exemplars de diverses espècies de Milnesi vora el 97% contenia tardígrads, rotífers o tots dos, mentre que només el 3% contenien nematodes o amebes, en el seu sistema digestiu. No es va observar cap evidència de canibalisme.

## Taxonomia
La gran majoria de les espècies tardígrads es van descriure utilitzant poblacions individuals, de vegades fins i tot mostres individuals. A més, mai s’ha descrit la variabilitat intraespecífica entre múltiples poblacions verificades integrativament per a cap espècie de tardígrad.
Alguns estudis han analitzat els caràcters morfològics i morfomètrics emprats per classificar les espècies de Milnesium i han determinat que per als tres primers estadis de desenvolupament, el caràcter més útil és la longitud del tub bucal ja que l'amplada varia també amb l'edat.

## Condicions d'estrès
Milnesium comparteix amb la resta de tardígrads la resistència a condicions físiques extremes (temperatures, humitat, radiacions). Per exemple M. tardigradum sobreviu a dosis elevades de radiació ionitzant en estats tant hidratats com anhidrobiòtics, però la irradiació amb dosis més grans de 1000 Gy els fa estèrils.

## Taxonomia
Les espècies descrites inclouen:
- Milnesium alabamae Wallendorf & Miller, 2009[9]
- Milnesium almatyense Tumanov, 2006
- Milnesium alpigenum Ehrenberg, 1853
- Milnesium antarcticum Tumanov, 2006
- Milnesium argentinum Roszkowska, Ostrowska & Kaczmarek, 2015
- Milnesium asiaticum Tumanov, 2006
- Milnesium barbadosense Meyer & Hinton, 2012
- Milnesium beasleyi Kaczmarek, Jakubowska & Michalczyk, 2012
- Milnesium beatae Roszkowska, Ostrowska & Kaczmarek, 2015
- Milnesium berladnicorum Ciobanu, Zawierucha, Moglan & Kaczmarek, 2014[10]
- Milnesium bohleberi Bartels, Nelson, Kaczmarek & Michalczyk, 2014[11]
- Milnesium brachyungue Binda & Pilato, 1990
- Milnesium burgessi Schlabach, Donaldson, Hobelman, Miller & Lowman, 2018
- Milnesium dornensis Ciobanu, Roszkowska & Kaczmarek, 2015
- Milnesium dujiangensis Yang, 2003
- Milnesium eurystomum Maucci, 1991
- Milnesium granulatum Ramazzotti, 1962
- Milnesium jacobi Meyer & Hinton, 2010[12]
- Milnesium katarzynae Kaczmarek, Michalczyk & Beasley, 2004
- Milnesium kogui Londoño, Daza, Caicedo, Quiroga & Kaczmarek, 2015
- Milnesium krzysztofi Kaczmarek & Michalczyk, 2007
- Milnesium lagniappe Meyer, Hinton & Dupré, 2013
- Milnesium longiungue Tumanov, 2006
- Milnesium minutum Pilato & Lisi, 2016
- Milnesium quadrifidum Nederström, 1919
- Milnesium reductum Tumanov, 2006
- Milnesium reticulatum Pilato, Binda & Lisi, 2002
- Milnesium sandrae Pilato & Lisi, 2016
- Milnesium shilohae Meyer, 2015
- Milnesium swansoni Young, Chappell, Miller & Lowman, 2016[13]
- † Milnesium swolenskyi Bertolani & Grimaldi, 2000
- Milnesium tardigradum Doyère, 1840
- Milnesium tetralamellatum Pilato & Binda, 1991
- Milnesium tumanovi Pilato, Sabella & Lisi, 2016
- Milnesium validum Pilato, Sabella, D'Urso & Lisi, 2017
- Milnesium variefidum Morek, Gąsiorek, Stec, Blagden & Michalczyk, 2016
- Milnesium vorax Pilato, Sabella & Lisi, 2016
- Milnesium zsalakoae Meyer & Hinton, 2010[12]